# Dick Rutan

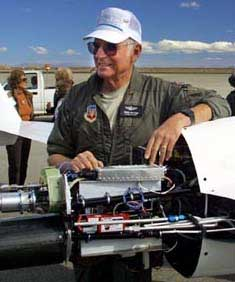
Dick Rutan

Richard Glenn „Dick“ Rutan (* 1. Juli 1938 in Loma Linda, Kalifornien; † 3. Mai 2024 in Coeur d’Alene, Idaho) war ein US-amerikanischer Testpilot. Er war der  Bruder von Burt Rutan und wurde berühmt durch seine Nonstop-Weltumrundung mit dem Langstreckenflugzeug Voyager.
Im Jahre 1981 verließ Dick Rutan die Firma seines Bruders und gründete die Voyager Aircraft, Inc. Er und Jeana Yeager starteten zusammen am 14. Dezember 1986 mit diesem Flugzeug zur ersten Nonstop-Weltumrundung ohne Auftanken und  Zwischenlanden. Sie flogen in über 9 Tagen, 3 Minuten und 44 Sekunden eine Strecke von 42.120 Kilometer.
Vier Tage nach dem historischen Flug wurden Rutan und Yeager von US-Präsident Ronald Reagan mit der Presidential Citizens Medal of Honor ausgezeichnet.
Rutan wohnte mit seiner Frau in Lancaster, Kalifornien und hatte zwei Töchter und vier Enkel. Er starb im Alter von 85 Jahren in einem Krankenhaus in Coeur d’Alene, Idaho, an den Folgen einer Erkrankung an Long COVID.